# メンヒェングラートバッハ
メンヒェングラートバッハ（Mönchengladbach）は、ドイツの都市。ノルトライン＝ヴェストファーレン州に属する。人口は約27万人である。

## 街の名称
街の名称は、当初グラートバッハ (Gladbach) であった。しかし、ライン川右岸にもう一つ同名の都市（現在のベルギッシュ・グラートバッハ）があったため、混同を避けるため、ミュンヘン＝グラートバッハ (München-Gladbach) となった。だが、今度はバイエルン州のミュンヘンとの混同が懸念され、現在のメンヒェングラートバッハという呼称へと至った。

## 地勢・産業
ライン川の約15キロほど西に位置する工業都市。近隣の都市としては、約25キロ東にデュッセルドルフ、約20キロ北東にクレーフェルトが位置している。西のオランダ国境まで約20キロほどである。

## 交通
- メンヒェングラートバッハ中央駅
- ライト中央駅
- メンヒェングラートバッハ市電（廃止）

## 歴史
19世紀より綿織物産業が発展した。第二次世界大戦の際に激しい攻撃を受けたが、戦後に復興を果たした。

## 出身者
- ヨーゼフ・ゲッベルス - ヒトラー内閣宣伝相（当時は近隣の別都市だったライト(Rheydt)の生まれ）
- フーゴー・ユンカース - 航空技術者
- ハインツ＝ハラルト・フレンツェン - レーシングドライバー
- ニック・ハイドフェルド - レーシングドライバー
- リヒャルト・グリュックス - 強制収容所監督官
- ジョセフ・ヒューベルトゥス・ピラティス  -ピラティス・メソッド創始者

## スポーツ
- ボルシア・メンヒェングラートバッハ - メンヒェングラットバッハを本拠地とするサッカークラブチーム。
- シュタディオン・イム・ボルシア・パルク - 上記のボルシア・メンヒェングラートバッハのホームスタジアム、2011 FIFA女子ワールドカップの会場の一つとなった。

## 姉妹都市
以下の都市と姉妹都市協定を結んでいる。
- ノース・タインサイド、タインアンドウィア州、イギリス
- ルーベ、フランス
- サロック、イギリス
- ヴェルヴィエ、ベルギー
- ルールモント、オランダ
- ブラッドフォード、ウェスト・ヨークシャー州、イギリス

## 引用
1. ↑  Bevölkerung der Gemeinden Nordrhein-Westfalens am 31. Dezember 2023 – Fortschreibung des Bevölkerungsstandes auf Basis des Zensus vom 9. Mai 2011
2. ↑  http://pb.moenchengladbach.de/public/index.php?l=6&mr=20&p=521